# 구축전차

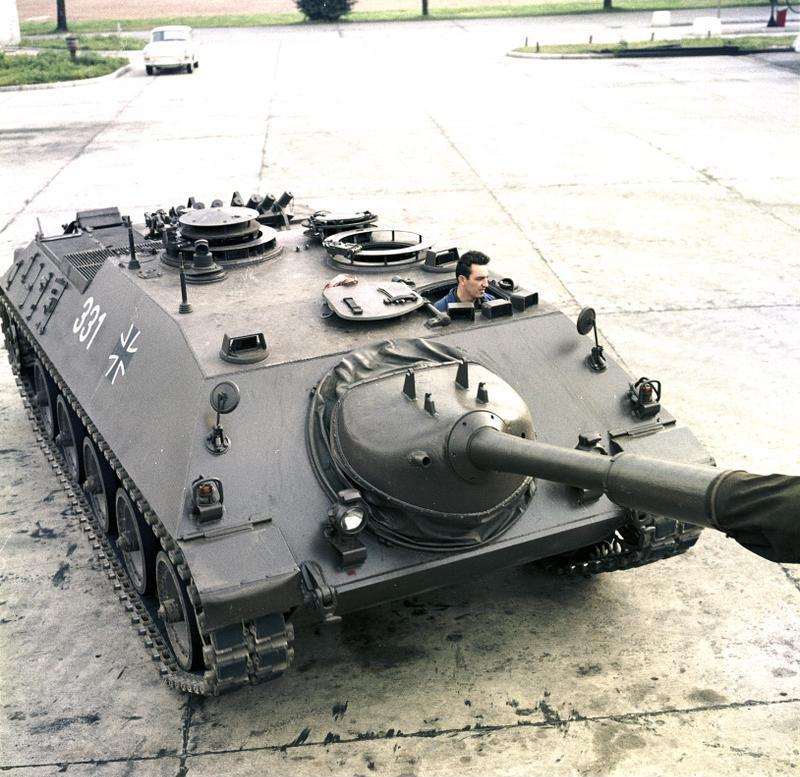
90 mm 주포 카노넨야크트판저.

구축전차(영어: tank destroyer)는 적의 기갑차량의 격파를 제일의 목적으로 한 차량이다. 기존 전차의 차체에 대구경의 대전차포를 탑재해 원형의 전차에 비해 적어도 비슷하거나 능가하는 화력을 갖추고 있다. 하지만, 이를 위해서 포탑을 희생하거나, 빈약한 장갑을 가지는 등의 단점을 가지고 있어 기존의 전차에 비해 다양한 역할을 수행할 수 없었다. 역할이 제한된 탓에 공격 임무에는 적합하지 않았으나 주로 작고 낮은 차체를 이용한 매복 상황과 같은 기습, 방어 상황에서는 큰 효과를 발휘하였다. 구축전차 개발은 대부분 다른전차에 자체를 이용하였기에 다른전차들보다 효율이 떨어지고 요즘은 구축전차가 거의 존재하지 않다.
2차 세계대전을 끝으로 주력전차(Main Battle Tank)라는 개념이 등장하여 구축전차라는 무기체계는 거의 도태된 무기체계로 전락하였다.보병 지원을 위해 개발된 돌격포, 적의 기갑차량의 격파라는 목적은 같지만 구축전차에 비해 상당히 얇은 장갑을 지닌 대전차자주포로 오인 하기도 하지만 그 둘과는 다른 개념이다.

## 국가별 2차 세계대전 구축전차

### 독일의 구축전차

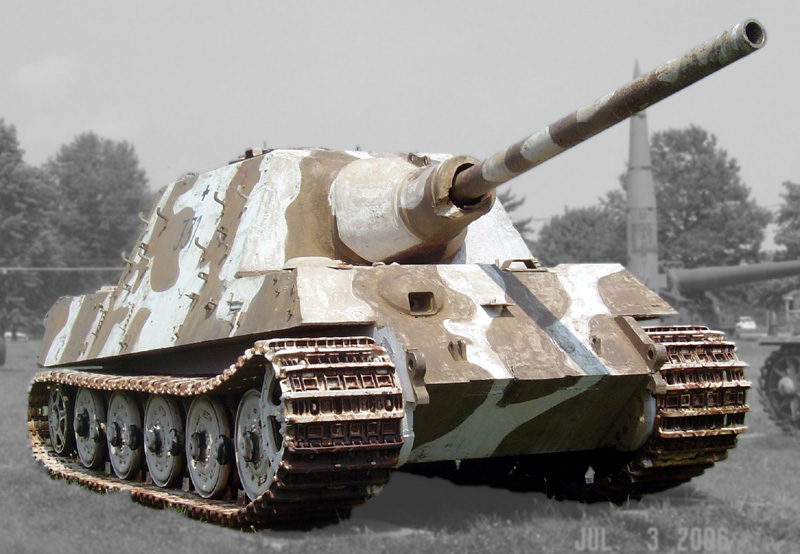
중장갑을 위해 속도를 희생한 야크트티거

독일의 구축전차는 대구경의 대전차포 탑재를 위해 포탑을 포기하여 돌격포와 같은 무포탑 전차였다. 이는 공정의 단순화로 대량 생산이 용이하다는 장점도 있었으나, 대인전의 능력이 크게 떨어지는 심각한 단점을 가지고 있었다.

#### 판처예거
대전 초기 독일은 판처예거(독일어: Panzerjäger)로 불리는 대전차자주포를 운용하였다. 판처예거라 불리던 대전 초기 독일의 대전차 자주포들은 포병 관할이였으며 독립 여단으로 구성하여 기갑 부대의 일부로 사용하기도 하였다. 소형의 차체에 비해 강한 화력을 낼수 있었으나 개방형 구조와 얇은 장갑으로 적의 전차와 조우 했을시 생존 가능성이 매우 떨어졌을뿐만 아니라 보병에게까지 취약하였기 때문에 한계가 있었다. 주요 생산 차량으로는 38(t) 전차의 차체를 사용한 마르더 3가 있다.

#### 야크트판터
판처예거와 돌격포만으로는 충분하지 않았던 독일은 1943년부터 구데리안이 기갑총감으로 근무하면서부터 구축전차의 개념으로 기갑이 관할하는 판저야거의 개발 및 생산을 추진한다. 이렇게 되어서 야크트티거 이전의 대전차 자주포 혹은 구축전차를 모두 돌격포로 부르던 것을 이 이후부터 야크트판저(독일어: Jagdpanzer)라고 명명한다. 야크트판저로 분류되는 2차 세계대전 후기 독일의 구축전차들은 판저야거와는 달리 본래 원형의 전차보다 높은 방어력을 가지거나 적어도 비슷한 수준의 방어력을 보유하였다.
대전 후기 높은 가격 대 성능비를 보인 헤처와 판터의 차체를 사용하여 만든 야크트판터도 이 범주에 속한다.

#### 돌격포
대전 초기부터 쓰였던 3호 돌격포같은 경우에는 본래 보병을 지원하기 위한 짧은 포신을 탑재한 돌격포로 개발이 되었으나, 소련의 T-34를 상대하기 위해 장포신의 주포를 탑재하면서 본래 목적인 보병 지원의 역할보다는 적의 기갑 차량을 격파하는 구축전차의 역할을 주로 수행하게 된다.
대전 말기에는 전차의 부족으로 일부 기갑 부대에서는 3호 돌격포를 비롯한 구축전차가 전차 대용으로 쓰이기도 하였다.

### 소련의 구축전차
소비에트 연방의 구축전차로는 대표적인 것이 SU-85, SU-100, SU-122, SU-152, ISU-152가 있다. 이들은 주로 중돌격용 자주포로 사용하기도 한다. 강한 화력을 바탕으로 아군 전차를 지원한다.
하지만 포탑이 움직이지 않으며 장갑판이 약한게 특징이다.

### 미국의 구축전차

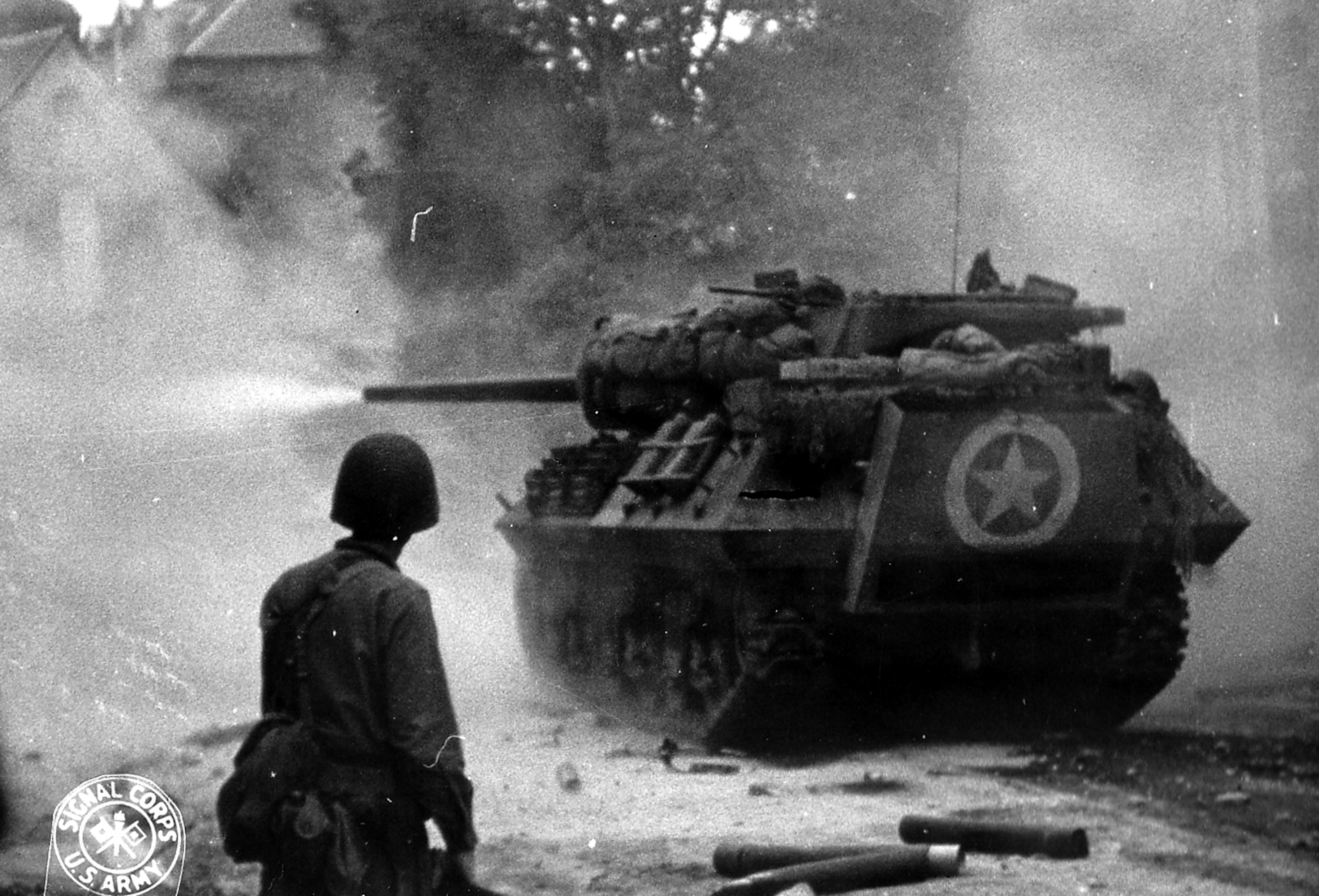
사격중인 M10 울버린

미국의 구축전차는 독일과는 달리 회전포탑을 가지고 있었지만, 전차의 상부 장갑이 없는 오픈탑 형식이였다. 전차의 상부 장갑이 없는 오픈탑 형식이였기 때문에 보병의 소화기에도 타격을 받을 수 있었으며 특히 곡사 무기에 취약하였다. 게다가 차체의 장갑마저도 독일 전차의 포탄을 막아내기엔 터무니 없이 부족하였다.
하지만 전차의 주 역할은 보병 지원 및 전과 확대, 대전차 전투는 전문적인 구축 전차가 담당한다는 당시 미군 교리로 인하여 강력한 화력을 갖추게 된 구축전차는 위에 나열한 단점에도 불구하고 독일의 판터와 티거를 상대하는데 없어서는 안될 존재였다.
1946년 무기체계가 완전히 퇴역할 때까지는 대전차자주포 즉 GMC (Gun Motor Carrier) 로 분류되었으나 후에 구축전차로 구분된다.

## 같이 보기
- 대전차자주포
- 돌격포